# Andrei Jurjewitsch Alexejew
Andrei Jurjewitsch Alexejew (russisch Андрей Юрьевич Алексеев; * 16. August 1955 in Leningrad) ist ein sowjetisch-russischer Prähistoriker.

## Leben
Nach dem Abschluss an einer Schule mit vertieftem Englisch-Unterricht 1972 studierte Alexejew an der Universität Leningrad in der Historischen Fakultät mit Abschluss 1977 am Lehrstuhl für Archäologie mit Auszeichnung. Schon als Student interessierte er sich für die Skythen.
Auf Empfehlung Lew Kleins begann Alexejew nun die Aspirantur an der Leningrader Eremitage bei deren Direktor Boris Piotrowski. 1982 verteidigte Alexejew an der Universität Leningrad mit Erfolg seine Dissertation über den Kurgan Tschertomlyk bei Nikopol und seinen Platz unter den skythischen Begräbnisstätten des 4.–3. Jahrhunderts v. Chr. für die Promotion zum Kandidaten der historischen Wissenschaften. Seine Opponenten waren Anna Meljukowa und Alexander Schtscheglow.
Alexejew nahm an Expeditionen zur Untersuchung skythischer Denkmäler am unteren Don, am Dnepr, in der Westukraine, auf der Krim und im Nordwestkaukasus teil, die von Klein, Igor Kamenezki, Schtscheglow, Boris Mosolewski, Wladimir Safronow und G. I. Smirnowa geleitet wurden. 1979–1986 wurden von der Expedition unter der Leitung Mosolewskis, Wjatscheslaw Mursins und Renate Rolles die im 19. Jahrhundert von Iwan Sabelin durchgeführten Ausgrabungen  des Kurgans Čertomlyk (Tschertomlyk) fortgeführt. 1981 beteiligte sich Alexejew an der Arbeit der sowjetisch-deutschen Expedition des Archäologie-Instituts der Akademie der Wissenschaften der Ukrainischen Sozialistischen Sowjetrepublik mit Renate Rolle von der Universität Göttingen.
Seit 1980 arbeitet Alexejew in der Abteilung für prähistorische Kulturen der Eremitage (jetzt Abteilung für Archäologie Osteuropas und Sibiriens), die er seit 1998 leitet. Von 1980 bis 1995 gehörte er zur Kelermesskaja-Expedition der Eremitage in Adygeja, die er ab 1984 leitete. 
Alexejew verteidigte 1996 seine Doktor-Dissertation über die Chronographie des europäischen Skythien vom 7. bis 4. Jahrhundert v. Chr. für die Promotion zum Doktor der historischen Wissenschaften. Die Dissertation wurde als Monografie veröffentlicht und 2006 mit dem Sabelin-Preis der Russischen Akademie der Wissenschaften ausgezeichnet. 1982–1985 hielt er eine Vorlesung über skythisch-sarmatische Archäologie am Lehrstuhl für Archäologie der Universität Leningrad.

## Schriften (Auswahl)
- mit Renate Rolle, Vjačeslav Ju. Murzin: Čertomlyk. Ein skythischer Grabhügel des 4. vorchristlichen Jahrhunderts (= Hamburger Forschungen zur Archäologie Bd. 1). 3 Bände. Zabern, Mainz 1998, ISBN 3-8053-2331-X.
- mit L. L. Barkova, L. K. Galanina: Nomades des steppes: Les Scythes VII–III e siècle. av. J.-C. Paris 2001.
- The gold of the Scythian kings in the Hermitage collection. The State Hermitage Publishers, St. Petersburg 2012, ISBN 978-5-93572-465-8.
- mit Sergej Vasilʹevič Polin: Skifskij zarskij Aleksandropol'skij kurgan : IV v. do n.ė. = Der skythische Fürstenkurgan Alexandropol.  Oleg Filjuk, Kiew / Berlin 2018, ISBN 978-966-3738-57-4.